# The Wise Little Hen
The Wise Little Hen és un curtmetratge d'animació que forma part de la sèrie de Walt Disney Silly Symphonies. L'argument del mateix està basat en el conte popular rus La gallineta vermella. Aquest curtmetratge va suposar la primera aparició de l'Ànec Donald.
En ell, Donald i el seu amic Peter Pig intenten evitar que els facen treballar fingint un mal de panxa, mentre una gallineta els parla sobre les bondats del treball. El curt va ser estrenat el 9 de juny de 1934, i va estar animat per Art Babbitt, Dick Huemer, Dick Lundy i Ward Kimball i dirigit per Wilfred Jackson. Va ser també adaptat a format de tira còmica per Ted Osborne i Al Taliaferro.

## Repartiment
- Florence Gill - La gallineta
- Clarence Nash - L'Ànec Donald
- Pinto Colvig - Peter Pig